# Ein Wintertag

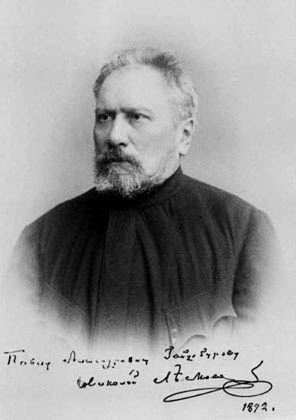
Nikolai Leskow im Jahr 1872

Ein Wintertag (russisch Зимний день, Simni den) ist eine Erzählung des russischen Schriftstellers Nikolai Leskow, die 1894 im Septemberheft der Moskauer Zeitschrift Russkaja Mysl erschien.
Diesem Prosastück – wie ein Kammerspiel hingeschrieben – wird verschwommene Darstellung mit Rücksicht auf die Zensur nachgesagt. Zum Beispiel bleiben zu Onkel Luka, um dessen Erbe es auch geht, Fragen offen.
Reißner schreibt 1973, der Leser gewönne „den Eindruck eines ganzen Geflechts aus Korruption, Spitzelei, Intrige, Betrug und Verbrechen, das durch die erotischen Beziehungen zwischen den Akteuren seinen besonderen Akzent bekommt …“.
Leskow habe sich bei der Niederschrift von einem Skandal um ein gefälschtes Testament des Millionärs W. I. Gribanow inspirieren lassen.

## Inhalt
Leskow gibt den Gesprächsrahmen vor: „Ein Wintertag im Norden mit leichtem Tauwetter. Zwei Uhr nachmittags … In einem zweitrangigen Empfangsraum sitzen sich … die Frau des Hauses und eine Besucherin gegenüber.“ Erstere ist 65 Jahre alt, die andere „schaut drein wie eine Hirschkuh“, ist jünger, doch verblüht. Beide ziehen über Lidija, die Nichte der Hausherrin, her. Die 25-Jährige schlummert anscheinend hinter einem Blumenständer, hört aber offenbar teilweise mit. Die Hausherrin weiß der ziemlich prüden Besucherin zu erzählen, ihr um die 70-jähriger Bruder Luka ist der angehenden Feldscherin Lidija zugetan. Der zartfühlende Bruder will Lidija als Alleinerbin seines Vermögens einsetzen. In dem Fall würden Arkadi und Walerian, das sind die Söhne der Hausherrin, leer ausgehen. Luka empfängt seine Schwester und deren beide Söhne nicht mehr.
Lidija, die endlich ihre Mittagsruhe beendet, gibt sich als emanzipierte junge Frau. Von einer Heirat hält sie nichts.
Ein General mit Vornamen Sachar, der Bruder der Hausherrin, tritt auf und redet mit der prüden Besucherin unter vier Augen. Sachar, der vor zwanzig Jahren eine Affäre mit der Besucherin hatte, wird von der Dame laufend erpresst; übergibt ihr wiederum eine größere Summe Geldes. Sachar beschwert sich bei der Besucherin. Es gehe nicht an, dass sie ihren jetzt schwerkranken, damals gehörnten Ehemann – der von dem verräterischen Notizbuch des Generals weiß – bei der Erpressung vorschicke. Als der General gegangen ist, tritt Walerian auf und nimmt der Geld zählenden Besucherin die neue Barschaft weg. Die Besucherin lässt sich das Geld gerne entwenden. Möglichst rasch will sie nach Hause und sich in ihrem Heim vor Walerian gehörig erniedrigen. Leskow beschreibt die Besucherin: „… ihr Gesicht erinnerte an die witternde Schnauze einer brünstigen Hündin. Sie erriet, daß sie in diesem Augenblick abstoßend war, und zog den Schleier vor das Gesicht.“
Die Hausherrin weiß, was gespielt wird. Sie rät ihrem Sohn Walerian, in der Wohnung der Besucherin jenes Notizbuch, vor dessen Inhalt sich Onkel Sachar so fürchtet, flugs an sich zu bringen. Gelänge Walerian der Coup, erhofft die Hausherrin eine erneut offene Tür bei ihrem Bruder Luka. Walerian winkt ab. Er hat im zuständigen Notariat in Erfahrung gebracht, Lidija hat verzichtet. Onkel Luka will nunmehr karitativ wirken.
Der Text endet in zwei Sexismen. „Leskow schaltet auf die Gesindestube um“: Die Hausherrin geht aus und die 45-jährige großgewachsene, sehr blonde Köchin lockt erstens den 13-jährigen Laufburschen in ihr Zimmer und vergeht sich an ihm. Zweitens, das Stubenmädchen verachtet Walerian und genießt doch in vollen Zügen seine Virilität. Eventuelle Schwangerschaften nimmt das weibliche Gesinde bedenkenlos in Kauf.

## Rezeption
- Setschkareff[8] kann keine Handlung entdecken. Die Relationen der Dialogpartner tauchten erst mit der Zeit aus dem Erzählnebel auf. Und Leskow greife im Text nicht seinen Freund Tolstoi an, sondern lediglich die Tolstojaner. Zu den Sexismen bemerkt Setschkareff: „Es scheint, daß hier diese konzentrierte Erotik einem gewissen Einfluß von Maupassant zugeschrieben werden kann …“.[9]

### Deutschsprachige Ausgaben
Verwendete Ausgabe:
- Ein Wintertag. Landschaft und Genre. Deutsch von Georg Schwarz. S. 326–396 in Eberhard Reißner (Hrsg.): Nikolai Leskow: Gesammelte Werke in Einzelbänden. Das Tal der Tränen. 587 Seiten. Rütten & Loening, Berlin 1973 (1. Aufl.)

### Sekundärliteratur
- Vsevolod Setschkareff: N. S. Leskov. Sein Leben und sein Werk. 170 Seiten. Verlag Otto Harrassowitz, Wiesbaden 1959